# RIM-85
Il progetto RIM-85 fu un tentativo della Marina degli Stati Uniti d'America di sviluppare un missile terra-aria per la difesa delle navi militari. La progettazione ebbe inizio negli anni sessanta, ma fu cancellata prima dell'inizio di un design tecnico dettagliato.

## Progettazione e annullamento
Negli anni sessanta, la Marina degli USA elaborò un sistema per un nuovo tipo di missile terra-aria, capace di difendere le navi dagli attacchi di velivoli nemici e missili. Questo sistema venne elaborato per un missile di media gittata, che sarebbe stato possibile usare in qualsiasi condizione meteorologica; in aggiunta al ruolo di difesa, il missile era stato pensato per avere come seconda funzione una modalità terra-terra da usare contro delle navi nemiche.
Nel luglio del 1968 al progetto fu assegnata la sigla ZRIM-85A. I lavori vennero però interrotti nello stesso anno, prima ancora che si iniziasse una progettazione materiale del missile, o qualsiasi sviluppo dell'hardware.